# An-71
An-71 (ros. Ан-71) – radziecki prototypowy, taktyczny samolot wczesnego ostrzegania i dozoru przestrzeni powietrznej, zaprojektowany w biurze konstrukcyjnym Olega Antonowa. Oznaczenie w kodzie NATO „Madcap”.

## Historia
W 1982 roku w ZSRR wydano polecenie opracowania taktycznego samolotu wczesnego ostrzegania i dowodzenia. Impulsem do rozpoczęcia prac był przebieg walk pomiędzy siłami powietrznymi Izraela a Syrii nad doliną Bekaa (operacja Drugstore), podczas których szerokie wykorzystanie przez stronę izraelską samolotu Grumman E-2 Hawkeye pozwoliło jej odnieść spektakularne zwycięstwo nad syryjskim lotnictwem i obroną przeciwlotniczą. 
Opracowaniem nowej konstrukcji zajęło się biuro konstrukcyjne Antonowa. Jako potencjalnego nosiciela systemu wykrywania celów rozpatrywano samoloty An-12, An-32 i An-72. Z tej trójki do dalszych prac wybrano samolot An-72. Rozważano dwie koncepcje zamontowania radiolokatora, pierwsza z nich podobna była do zastosowanego na brytyjskim samolocie Nimrod AEW3 układu dwóch anten umieszczonych z przodu i z tyłu kadłuba. Druga zakładała użycie klasycznej anteny obrotowej umieszczonej na grzbiecie samolotu i taką właśnie konstrukcję wybrano dla samolotu An-71. Jednak z uwagi na fakt iż w samolocie An-72 silniki umieszczone były nad skrzydłami, groziło to dużym ekranowaniem wiązki radiolokatora co radykalnie zmniejszało efektywność jego pracy. Poradzono sobie z tym problemem montując dysk anteny na szczycie statecznika pionowego, przenosząc usterzenie poziome, którego miejsce zajęła antena, na kadłub. Takie umieszczenie anteny i statecznika poziomego w istotny sposób zaburzyło sterowność samolotu, poradzono sobie z tym problemem nadając usterzeniu poziomemu spory wznios oraz zwiększono kąt wzniesienia tylnej części kadłuba. 
Prototyp samolotu (oznaczenie SSSR-780151) wystartował w swój pierwszy lot z lotniska w Kijowie, pilotowany przez pilota A. W. Tkaczenkę po 31 miesiącach od rozpoczęcia prac projektowych. Wybudowano w sumie trzy prototypy. Pierwszy był przebudowanym, latającym prototypem An-72, drugi prototyp posłużył do prób statycznych, trzeci był również przebudowanym seryjnym An-72, który rozpoczął testy 28 lutego 1986 roku. Samolot został po raz pierwszy publicznie pokazany w 1987 roku. Rozpad ZSRR zakończył dalsze pracę nad samolotem, którego program budowy został anulowany pod koniec 1990 roku.

## Konstrukcja
Samolot jest górnopłatem, mającym zdolność operowania z lotnisk polowych bez utwardzonej nawierzchni. Dodatkowy silnik startowy umieszczony jest z tyłu kadłuba, pod statecznikiem poziomym. Kompleks radiolokacyjny Kwant może rejestrować jednocześnie do 400 obiektów a 120 z nich śledzić, charakteryzował się dużą odpornością na zakłócenia i mógł prowadzić obserwację poziomą w zakresie 360° na pułapie od 0 do 30 km. 